# Tim Montgomery
Timothy "Tim" Montgomery (født 25. januar 1975 i Gaffney, South Carolina) er en amerikansk tidligere atletikudøver (sprinter), der opnåede både at blive olympisk mester og verdensmester i 100 m løb.

## Løbekarriere
Montgomerys første store resultat kom, da han deltog var i 4 × 100-meterløb ved OL 1996 i Atlanta. Sammen med    Jon Drummond, Tim Harden og Dennis Mitchell vandt han det indledende heat og semifinalen for USA; i finalen var han dog erstattet af Mike Marsh, da USA ikke kunne følge med canadierne, der med Donovan Bailey (vinderen på 100 m individuelt) i spidsen sejrede klart, mens amerikanerne fik sølv og Brasilien bronze.
Året efter vandt Montgomery bronze individuelt på 100 m ved VM, mens han to år senere vandt VM-guld i samme disciplin ved VM i Sevilla.
Ved OL 2000 i Sydney var han igen med på det amerikanske hold til 4 × 100-meterløb. Her løb han og Kenny Brokenburr kun i indledende heat, som amerikanerne vandt, mens Jon Drummond og Bernard Williams, III afløste dem og sammen med Brian Lewis og Maurice Greene derpå vandt semifinalen og finalen, hvor Brasilien blev nummer to og Cuba nummer tre.
I september 2002 satte Montgomery verdensrekord på 100 meter med tiden 9,78 sekunder. Denne rekord blev senere frataget ham, da han blev dømt for indtagele af doping i den såkaldte BALCO-sag i 2005. Han blev efterfølgende udelukket fra idræt i to år; hans karriere var derpå i praksis ovre. 
Hans bedste tid på 100 m er dermed officielt 9,92 sekunder og sat i 1997.

## Videre karriere og privatliv
Kort efter dopingafsløringen blev Montgomery arresteret og anklaget for svindel. Selv om han nægtede sig skyldig, blev han dømt til fængsel i 46 måneder i maj 2008. Inden denne sag blev afsluttet, blev han også anklaget for salg af heroin. Også denne anklage benægtede Montgomery, men også her blev han fundet skyldig og idømt fængsel i 4½ år.
Efter løsladelsen fra fængsel bekendte Montgomery sig som kristen og koncentrerede sig om sin datter. Senere blev han atletikhjælpetræner i Gainesville, Florida.
Montgomery dannede på et tidspunkt par med sprinterkollegaen Marion Jones, som i øvrigt også var indblandet i BALCO-sagen, selv om hun aldrig blev afsløret i brugen af doping. Hun indrømmede dog senere, at hun havde løjet om dette, og hun afsonede seks måneders fængsel for sine løgne.
Han er far til fire børn med fire forskellige kvinder, heriblandt en søn med Jones.